# Port lotniczy Fregate Island
Port lotniczy Fregate Island (IATA: FRK, ICAO: FSSF) – port lotniczy położony na Fregate Island (Seszele). Obsługuje czarterowe połączenia lotnicze helikopterem z Mahé dla gości ośrodka wypoczynkowego Fregate Island Private, położonego na wyspie.